# Ischnocampa mundator
Ischnocampa mundator là một loài bướm đêm thuộc phân họ Arctiinae, họ Erebidae.